# Iuri Medeiros
Iuri José Picanço Medeiros (ur. 10 lipca 1994 w Horcie) – portugalski piłkarz grający na pozycji skrzydłowego.  Od 2025 roku zawodnik Újpest FC.   

## Kariera klubowa
Jest wychowankiem Sportingu Lizbona. Zaczynał grę w juniorskich zespołach, jednak nigdy nie przebił się do podstawowego składu dorosłej kadry Sportingu. Stąd trafiał na wypożyczenia m.in. do Arouca, Moreirense, Boavisty, FC Genoa oraz Legii Warszawa.

### Legia Warszawa
2 lutego 2019 uzgodniono warunki wypożyczenia zawodnika do Legii Warszawa. Umowa obowiązywała do 30 czerwca 2019. Swoją pierwszą bramkę zdobył 1 marca 2019 w wygranym 2:0 meczu z Miedzią Legnica.

## Sukcesy

### Sporting CP
- Puchar Ligi Portugalskiej: 2017/2018

### SC Braga
- Puchar Portugalii: 2020/2021

### Hapoel Beer Szewa
- Puchar Izraela: 2024/2025